# La Ruée vers la Californie
Pour plus de détails, voir Fiche technique et Distribution.
La Ruée vers la Californie (titre original : California Passage) est un western américain réalisé par Joseph Kane, sorti en 1950.

## Fiche technique
- Titre : La Ruée vers la Californie
- Titre original : California Passage
- Réalisation : Joseph Kane
- Scénario : James Edward Grant
- Chef opérateur : John MacBurnie
- Musique : Nathan Scott
- Costumes : Adele Palmer
- Décors : John McCarthy Jr., George Milo
- Direction artistique : Frank Arrigo
- Production : Joseph Kane pour Republic Pictures
- Genre : Western
- Durée : 90 minutes
- Dates de sortie :
  - États-Unis : 15 décembre 1950
  - France : 20 septembre 1951
- Affiche : Giuliano Nistri (Italie)

## Distribution
- Forrest Tucker : Mike Prescott
- Adele Mara : Beth Martin
- Estelita Rodriguez : Maria Sanchez
- Jim Davis : Lincoln 'Linc' Corey
- Peter Miles : Tommy Martin
- Charles Kemper : Shérif Willy Clair
- Bill Williams : Bob Martin
- Rhys Williams : John Norris
- Paul Fix : Whalen
- Francis McDonald : Joe Kane (bureau d'enregistrement du comté)
- Eddy Waller : Barman
- Charles Stevens : Pedro
- Iron Eyes Cody : Indien
- John Compton : Homme de main
- Al Bridge : Conover
- Ruth Brennan : Stella
- Virginia Vincent : Mazie
- Rory Mallinson : Conducteur de chariot blessé
- John Parrish : Responsable de station